# Opel GT (2006)
L'Opel GT è un'automobile spider prodotta dalla casa tedesca Opel dal 2007 al 2009. 

## Profilo

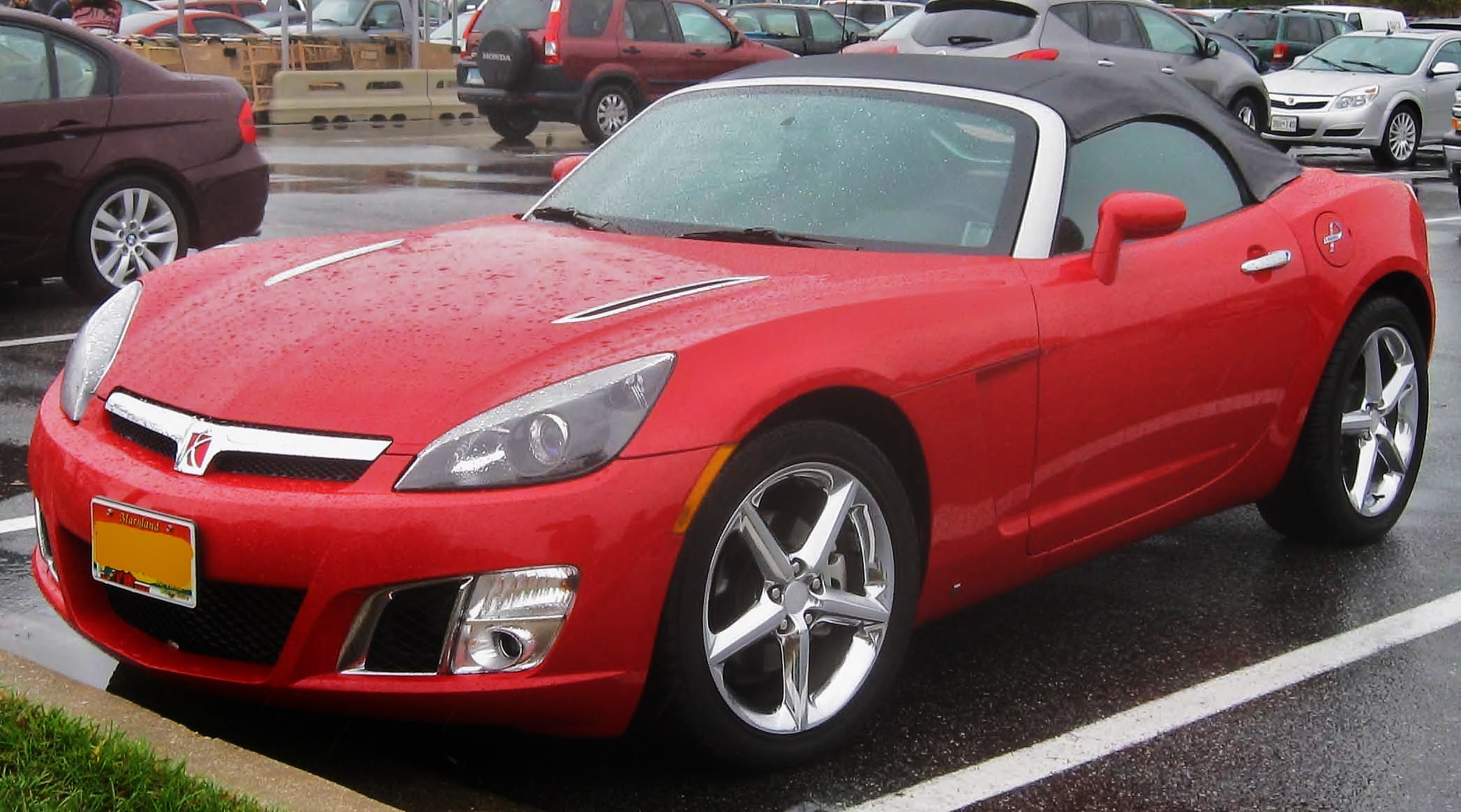
La Saturn Sky

La nuova Opel GT è stata presentata nel 2006 al salone di Ginevra ed immessa sul mercato dalla primavera 2007; in Italia il primo esemplare è stato consegnato a luglio 2007. Nella denominazione riprende il nome già utilizzato per una sportiva Opel, la coupé Opel GT del 1968.
La nuova GT abbandona la configurazione coupé del precedente modello omonimo, per proporre un'aggressiva carrozzeria roadster dalle linee americane ed in stile assolutamente moderno.
Due posti secchi, bagagliaio di scarsa capacità, specie a capote aperta, baricentro basso e posto guida sportivo. Addirittura la GT monta una capote in tela apribile e richiudibile solo manualmente, proprio come nelle classiche roadsters ad alte prestazioni. Inoltre, lo stesso telaio risulta assai rigido e leggero, in modo da garantire un comportamento stradale entusiasmante. Ciò è stato reso possibile grazie ad un processo di idroformazione, condiviso tra l'altro con modelli come la stessa Corvette.
La GT va a sostituire la Speedster, altra roadster, derivata dalla Lotus Elise. La GT, invece, non è più basata sulla sportiva inglese, ma sul pianale della Pontiac Solstice, una roadster statunitense con cui la GT condivide anche lo stabilimento di Wilmington (Delaware) (USA), in cui viene assemblata. Da qui derivano tutte le altre differenze tecniche, prima fra tutte la disposizione del gruppo motore-cambio: il propulsore è infatti posizionato anteriormente, mentre la trazione è posteriore, uno schema di architettura meccanica che permette una buona distribuzione dei pesi nella vettura.
La GT va a confrontarsi con una concorrenza che vede vetture come la BMW Z4, la Honda S2000 e la Mercedes-Benz SLK, analoghe per caratteristiche, ma dal prezzo superiore. Infine, spesso tra le sue concorrenti si cita anche la Mazda MX-5, che però fa del peso inferiore un punto di forza poiché le prestazioni del motore sono molto minori (il suo motore di punta è un 2 litri aspirato da 160 CV), ed quindi è classificabile in una fascia inferiore.
La dotazione della GT comprende ABS, ESP, airbag frontali.
La nuova GT è equipaggiata con un potente 4 cilindri in linea da 2 litri turbocompresso e ad iniezione diretta di benzina, in grado di erogare 264 CV di potenza.
La potenza di tale motore, l'unico disponibile per la GT, è sufficiente a spingere la vettura sino alla velocità massima di 229 km/h e a farle raggiungere i 100 km/h con partenza da fermo in 5,7 secondi (dati dichiarati dalla casa madre).

### Caratteristiche estetiche

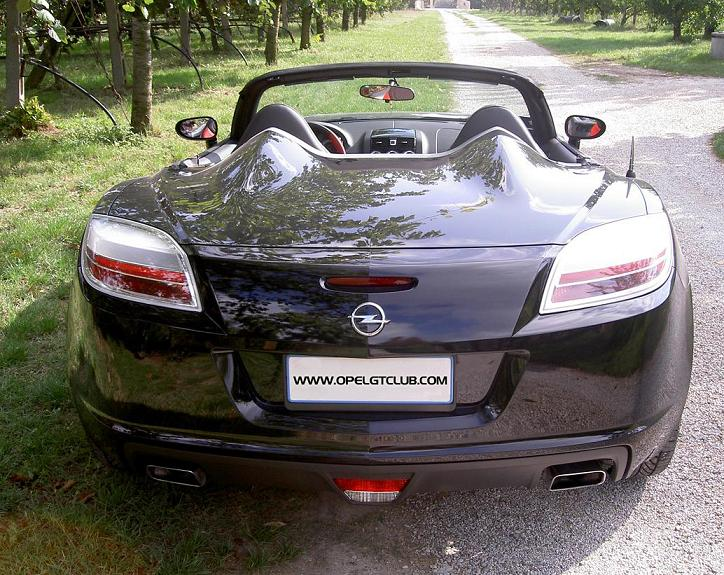
Vista posteriore di un GT: si notino le classiche carenature aerodinamiche dietro i sedili, sul portello bagagli posteriore

Con la GT, la Opel rievoca come già detto un nome nella storia della Casa tedesca, quello della coupé di fine anni sessanta.
Ma al di là del nome, sebbene le due vetture risultino profondamente differenti, sia dal punto di vista tecnologico, sia da quello estetico, esistono altre analogie.
Infatti, la vecchia GT era fortemente ispirata alle Corvette prodotte all'epoca, lo stesso si può dire dell'attuale GT, le cui linee ricordano a tratti la Corvette dei tardi anni 2000, anche se in maniera molto meno accentuata che nel caso della vecchia GT. Analogo alla Corvette è per esempio il taglio dei fari anteriori, come pure la presa d'aria sui parafanghi anteriori. Ed ancora la nervatura lungo il cofano motore, i parafanghi "muscolosi" ed il cofano del bagagliaio in vetroresina sono tutti elementi riconducibili alla sportiva americana.
Inoltre nello stile della nuova GT troviamo:
i vari elementi moderni che caratterizzano le linee, con alcuni che richiamano le linee classiche, come la già citata capote manuale in tela, ma ancor di più le caratteristiche carenature aerodinamiche facenti parte del portello del vano bagagli e sistemate proprio dietro i sedili, proprio come nelle classiche roadster degli anni cinquanta e '60.
Inedito è invece il disegno dei fari posteriori, a gemma e con plastiche trasparenti.

### Meccanica
Come detto, lo schema meccanico prevede motore anteriore longitudinale accoppiato ad un cambio in posizione centrale con leva innestata direttamente e differenziale posteriore. Il motore montato dalla GT è un'unità interamente in lega di alluminio progettata e realizzata congiuntamente dalla Opel e dai tecnici della GM Powertrain. Solo i pistoni e le bielle sono in acciaio forgiato. Si tratta di un 4 cilindri da 1998 cm³ sovralimentato con un turbocompressore Borg Warner K04 di tipo Twin Scroll che lavora ad 1.38 bar di pressione abbinato ad un intercooler che raccoglie aria dal fondo vettura grazie ad una apposita carenatura in materiale flessibile posta sotto al vano motore. Il rapporto di compressione, relativamente alto per un sovralimentato, permette di ottenere un ottimo rendimento termico, che si ripercuote anche dal punto di vista delle prestazioni e perfino dei consumi che sfiorano i 12 km/l con uso moderato.
La distribuzione è a 4 valvole per cilindro, con fasatura variabile, mentre l'alimentazione è ad iniezione diretta.
Come il pianale, condiviso con altri modelli d'oltreoceano, anche il cambio è condiviso con la "sorella" Pontiac Solstice, ed è un 5 marce prodotto in Giappone da Aisin (modello AR5). Sempre per quanto riguarda la trasmissione, un differenziale autobloccante permette di scaricare a terra la potenza in maniera adeguata a seconda delle situazioni.
La Opel GT, oltre a condividere pianale e parte della meccanica con la Pontiac Solstice, è stata anche prodotta con altri marchi. Nel mercato statunitense viene infatti commercializzata come Saturn Sky (anche Saturn è un marchio appartenente alla General Motors), mentre in Corea del Sud la vettura viene commercializzata come Daewoo G2X.
La nuova Opel GT è stata eletta “Cabrio dell'anno 2007”, da una giuria costituita da 21 giornalisti provenienti da ogni parte del mondo.